# Horebeke
 Horebeke (fr. Hoorebeke) – miejscowość i gmina (gemeente) w Belgii, w Regionie Flamandzkim, w prowincji Flandria Wschodnia, w okręgu Oudenaarde. Pod względem liczby mieszkańców jest jedną z najmniejszych gmin w kraju.

## Podział administracyjny
W skład gminy wchodzą dwie dzielnice (deelgemeente):
- Sint-Kornelis-Horebeke (Hoorebeke-Saint-Corneille)
- Sint-Maria-Horebeke (Hoorebeke-Sainte-Marie)

## Historia
Najstarsza wzmianka o tym obszarze pochodzi z 1090 roku i występuje pod nazwą Horenbecca, następnie z 1115 roku Marie de superiore Horenbecca i 1186 Horenbecca.

## Demografia
- Źródła: NIS, od 1806 do 1981= według spisu; od 1990 liczba ludności w dniu 1 stycznia

1 stycznia 2024 całkowita populacja Horebeke liczyła 2012 osób. Łączna powierzchnia gminy wynosi 11,25 km², co daje gęstość zaludnienia 179 mieszkańców na km².